# Parti Socialiste (Belgien)
 Denne artikel omhandler det belgiske parti. For det franske parti, se Parti Socialiste.
Parti Socialiste (PS) (er kendt som Sozialistische Partei (SP) i det tysktalende område mod øst) er et socialdemokratisk parti for den fransk- og tysk-sproglige del af Belgien.
Ved det føderale valg i 2014 fik Parti Socialiste 23 mandater i Repræsentant-kammeret og 9 mandater i Senatet. Ved valget i 2010 fik PS 26 mandater i Repræsentant-kammeret og 7 mandater i Senatet.
Ved Europa-Parlamentsvalget 2014 fik PS 3 mandater i Europa-Parlamentet. 
Elio Di Rupo var belgisk statsminster i 2011–2014, og han var formand for Parti Socialiste i 1999–2011. PS står stærkt i Vallonien, og partiet deltager ofte i koalitionsregeringer.

## Historie
Det belgiske arbejderparti blev dannet i 1885, og det skiftede navn til det belgiske sosialistparti i 1944. 
I 1978 blev partiet delt efter sproglige og regionale kriterier. Parti Socialiste (PS) blev etableret i Vallonien, mens Socialistische Partij (SP eller sp.a) blev etableret i Flandern. Begge partier er repræsenteret i den tosproglige region Bruxelles.

## Eksterne links
- Officiel hjemmeside